# PocPoc
"PocPoc" (estilizada em letras maiúsculas) é uma canção do DJ e cantor brasileiro Pedro Sampaio, gravada para seu segundo álbum de estúdio, Astro (2024). Foi escrita por Sampaio, Carolzinha, Elana Dara e Rafinha RSQ, com sua produção sendo realizada por Sampaio. A faixa foi lançada para download digital e streaming através da Warner Music como primeiro single de Astro em 23 de novembro de 2023. Comercialmente, "PocPoc" alcançou a segunda posição na Billboard Brasil Hot 100 e a primeira em Portugal. A música, que é o single principal do projeto, é a mais ouvida do mesmo, ficando ao lado de "Escada Do Prédio", com Marina Sena, que é o sexto single do álbum.

## Antecedentes
"PocPoc" foi anunciada em 21 de novembro de 2023. A faixa foi lançada digitalmente em 23 de novembro, através da Warner Music Brasil. Sampaio produziu a canção, além de coescrever com Carolzinha, Elana Dara e Rafinha RSQ. Foi gravada, mixada e masterizada no Estúdio Pancadão por Sérgio Santos.

## Videoclipe
O videoclipe de "PocPoc" foi dirigido por Helder Fruteira e lançado em 23 de novembro de 2023.

## Desempenho comercial

### Paradas semanais
| Parada musical (2024)             | Maior posição |
| --------------------------------- | ------------- |
| Brasil (Billboard Brasil Hot 100) | 2             |
| Brasil (Crowley Funk Airplay)     | 4             |
| Mundo (Billboard Global Excl. US) | 128           |
| Portugal (AFP)                    | 1             |

### Paradas mensais
| Parada musical (2024)  | Maior posição |
| ---------------------- | ------------- |
| Brasil (PMB Streaming) | 3             |

### Paradas anuais
| Parada musical (2024) | Maior posição |
| --------------------- | ------------- |
| Portugal (AFP)        | 6             |

## Certificações
| Região                                                        | Certificação | Vendas  |
| ------------------------------------------------------------- | ------------ | ------- |
| Portugal (AFP)                                                | 4x Platina   | 40 000‡ |
| ‡vendas+valores de streaming baseados somente na certificação |              |         |

## Histórico de lançamento
| Região | Data                   | Formato(s)                 | Gravadora(s) | Ref.  |
| ------ | ---------------------- | -------------------------- | ------------ | ----- |
| Várias | 23 de novembro de 2023 | Download digital streaming | Warner       | [ 2 ] |